# Poltava (1911)
Poltava (rusky Полтава) byla jedna ze čtyř bitevních lodí třídy Gangut postavených pro ruské carské námořnictvo. Šlo o první třídu ruských dreadnoughtů. Jméno dostala po ruském vítězství nad v bitvě u Poltavy v roce 1709. Vzhledem k tomu, že ruské loděnice měly málo zkušeností s výstavbou moderních válečných lodí, byly požadovány italské, německé (Blohm & Voss) a skotské návrhy, ale duma schválila pouze prostředky na stavbu v ruských loděnicích. To nakonec vedlo k poněkud osobité konstrukci založené na italské lodi Dante Alighieri. Příď lodi byla upravena k prorážení ledu a dvě ze čtyř dělových věží byly uprostřed lodi - za prvním a za druhým komínem. Stavba lodí trvala dlouho, protože Rusko mělo potíže s výrobou dostatečného množství oceli.
Kýl Poltavy byl položen v Petrohradě v roce 1909, spuštěna na vodu byla v červenci 1911 a dokončena v prosinci 1914. Během první světové války sloužila v baltské flotile ruského carského námořnictva. Jejím úkolem bylo podobně jako u sesterských lodí bránit Finský záliv proti případnému německému útoku, který však nikdy neproběhl, a proto většinu času trávila výcvikem a poskytováním krytí pro operace kladení min. V roce 1918 byla kvůli nedostatku proškolené posádky odstavena a následující rok utrpěla ničivý požár, který ji téměř zničil. V další dvaceti letech bylo učiněno mnoho návrhů na její rekonstrukci nebo modernizaci různými způsoby, ale žádný nebyl proveden. V roce 1924 byly z lodi odstraněny zbytky dělostřeleckých zbraní a 7. ledna 1926 byla přejmenována na „Michail Frunze“, ale používala se pouze jako hulk. Pro sesterské lodě sloužila jako zdroj náhradních dílů a jako plovoucí kasárna. V roce 1940 byla nakonec vyškrtnuta ze seznamu námořnictva a šrotování začalo velmi pomalou rychlostí. Koncem roku 1941 byla záměrně potopena, aby se zabránilo jejímu potopení německými jednotkami na nějakém nevhodném místě. Byla vyzdvižena v roce 1944 a po roce 1949 sešrotována.
Dvě z jejích čtyř trojitých dělových věží byly použity při rekonstrukci pobřežní pevnosti Maxim Gorkij I z roku 1954 u Sevastopolu.